# Madāris Sulaimānīya

Blick auf den östlichen Teil der Heiligen Moschee in Mekka. Die Gebäude der Madāris Sulaimānīya mit Minarett und zwei Kuppeln befinden sich links oberhalb der Kaaba.

Die Madāris Sulaimānīya (arabisch المدارس السليمانية) waren ein Komplex von vier Madrasa-Schulen mit eigenem Minarett auf der nördlichen Seite der Heiligen Moschee in Mekka. Sie wurden im Auftrag des osmanischen Sultans Süleyman I. (reg. 1520–66) zwischen 1565 und 1570 errichtet und waren ursprünglich den vier sunnitischen Rechtsschulen gewidmet. Die Einrichtung war mit zahlreichen besoldeten Stellen ausgestattet und wurde über die Erträge der Stiftungen des Sultans in Syrien finanziert. Einer der Lehrstuhlinhaber war Qutb ad-Dīn an-Nahrawālī, der in seiner Mekka-Chronik auch einen ausführlichen Bericht von der Errichtung des Madrasa-Komplexes liefert. Die Madāris Sulaimānīya waren die größte osmanische Bildungsinstitution in Mekka während der Frühen Neuzeit, verloren allerdings schon kurz nach der Gründung ihren madhhab-pluralen Charakter. Im Laufe der Zeit wurde das Gebäude als Herberge und als Sitz der osmanischen Qādīs zweckentfremdet, so dass es im 18. Jahrhundert seine Funktion als Bildungseinrichtung vollends verlor.

## Position und Aussehen

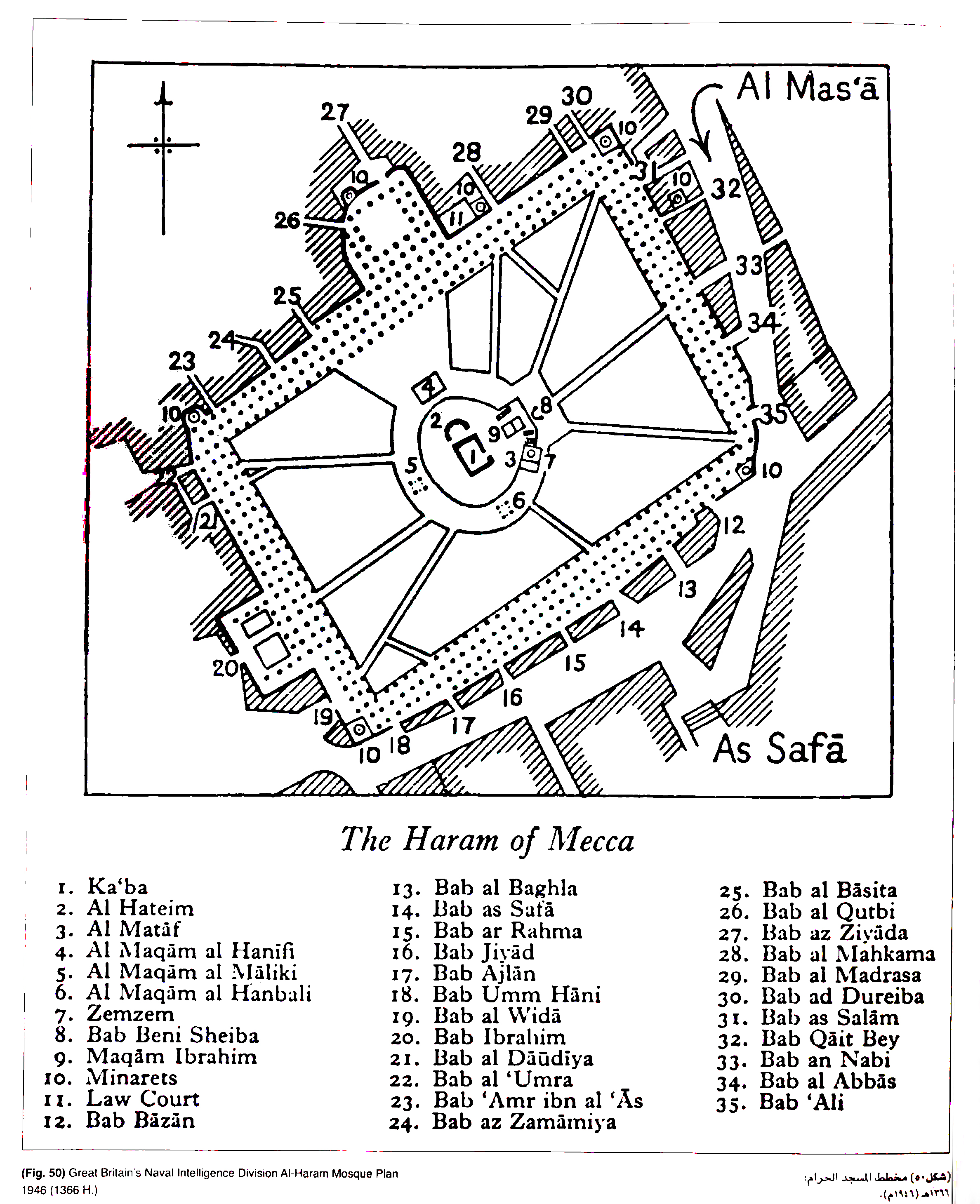
Grundriss der Heiligen Moschee von 1946. Die Räumlichkeiten der Madāris Sulaimānīya befanden sich ursprünglich zwischen dem Bāb az-Ziyāda (Nr. 27) und dem Bāb ad-Duraiba (Nr. 30).

Die Madāris Sulaimānīya befanden sich an der nördlichen Seite der Heiligen Moschee zwischen der nordöstlichen Ecke und dem Bāb az-Ziyāda. Der Bau war mehrstöckig und schloss zwei Kuppeln ein, die größer waren als die Kuppeln der Heiligen Moschee. Zwischen ihnen befand sich ein Minarett in anatolischem Stil (auf der Karte Nr. 10 unterhalb von Nr. 28). Dieses hatte drei Balkone und war erheblich höher als die anderen Minarette der Heiligen Moschee.
Man betrat das Gebäude durch eine Wandelhalle (dihlīz), in der sich ein Brunnen befand. An seiner Seite befanden sich Zellen, die sich zur Moschee hin öffneten. In seiner Mitte befand sich ein Vortragsraum, der von einer großen Kuppel überwölbt war. Ein Teil der Räumlichkeiten wurde ab dem 18. Jahrhundert als Gerichtshof verwendet (auf der Karte Nr. 11). Innerhalb des Gebäudes befanden sich zwei Durchgänge, die die Straße vor der Heiligen Moschee mit ihrem Hof verbanden, das Bāb al-Mahkama (auf der Karte Nr. 28.) am Gerichtshof und das Bāb al-Madrasa (Nr. 29).

## Vorgeschichte und Errichtung
Nach dem Bericht von Qutb ad-Dīn ging der Plan zur Gründung der Madāris Sulaimānīya auf eine Idee des osmanischen Militärbeamten Ibrāhīm ibn Taghriverdī zurück, der 1562 die Leitung des osmanischen Bauprojekts zur Verlängerung der ʿAin-ʿArafāt-Wasserleitung nach Mekka übernommen hatte. Er soll Sultan Süleyman vorgeschlagen haben, in Mekka vier Schulen für die vier sunnitischen Lehrrichtungen einzurichten, in denen die Gelehrten Mekka die Fiqh-Wissenschaft unterrichten sollten, „als Mittel zur Belebung der Scharia-Wissenschaft“ (sababan li-iḥyāʾ ʿilm aš-šarīʿa) und damit „der Lohn dafür in den Büchern mit den guten Taten des erhabenen Sultanats verzeichnet wird“. Der Sultan stimmte dem Vorschlag zu und beauftragte den Gouverneur von Dschidda, Amīr Qāsim Beg, mit der Durchführung des Unternehmens. Als Platz für das Gebäude wählte man die Nordseite der Heiligen Moschee aus. Die an diesem Platz stehenden älteren Gebäude, das Bimāristān al-Mansūrī, eine Madrasa, die Ahmad Schāh, der Sultan von Gudscharat, gestiftet hatte, mehrere Stiftungen des ägyptischen Sultans al-Mu’aiyad Schaich, eine Anzahl anstoßender Häuser, die dem Scherifen Hasan ibn Abī Numaiy gehörten, sowie ein Ribāt, der Ribāt az-Zāhir genannt wurde, mussten dafür abgebrochen werden.
Die feierliche Grundsteinlegung für das neue Gebäude erfolgte am 28. Radschab 972 (= 1. März 1565) durch den Qādī von Mekka Ahmad ibn Muhammad Beg an-Nischāndschī in Anwesenheit von zahlreichen Gelehrten, Saiyids, Emiren und Notabeln. Das Fundament war zehn Ellen tief und vier praktische Ellen breit, wobei große Felsblöcke verbaut wurden. Qutb ad-Dīn an-Nahrawālī, der in seiner Mekka-Chronik über die Erbauung des Gebäudes berichtet, übt darin auch viel Kritik an Qāsim Beg: Er sei sehr angespannt (mašdūd al-wasaṭ) gewesen und wie ein Arbeiter ständig unfreundlich und ohne Verständnis für die Sache auf dem Bau herumgelaufen, habe anderen in ungehobelter Weise seine Meinung aufgedrängt, sich nicht beraten und auch nicht auf die Meinung anderer gehört. Er habe für das Dach und den Īwān alte, schwache Hölzer verwendet, die nach seinem Tod einbrachen und dann ersetzt werden mussten. Außerdem habe er einige Pläne in sehr minderwertiger Schrift verfasst, weil er Analphabet gewesen sei und auf niemanden gehört habe.
Über einer der Schulen ließ Süleymān von Qāsim in gelbem Schumaisī-Stein ein sehr hohes Minarett mit drei Geschossen und einer Spitze in anatolischem Stil errichten, das nach seiner Fertigstellung im Jahre 973 (= 1565/66 n. Chr.) das siebte Minarett der Heiligen Moschee bildete. Obwohl Qāsim Beg bei dem Bau mit großer Eile vorging, wurden die vier Schulen erst unter der Herrschaft von Sultan Selim II. (reg. 1566–1774) fertig. Nach dem mekkanischen Geschichtsschreiber as-Sindschārī (gest. 1713) geschah dies im Jahre 977 (= 1569/1570 n. Chr.). Nach einem osmanischen Schreiben aus dem Jahre 1568 beliefen sich die Kosten für den Bau bis dahin auf insgesamt über 50.000 Golddinar.

## Stellenausstattung und Finanzierung
Süleymān bestimmte in seiner Stiftungsurkunde, dass jeder der vier Schulen jeweils ein Professor (müderris), ein Repetitor (muʿīd) und 15 Studenten (ṭalaba) zugewiesen wurden. Die Professoren sollten täglich 50 Akçe, die Repetitoren täglich 4 Akçe und die Studenten täglich 2 Akçe erhalten. Außerdem gab es noch Kammerdiener (farrāšūn) mit einem Gehalt von 2 Akçe täglich und Pförtner (bauwābūn) mit einem täglichen Gehalt von 1 Akçe. Der Inspektor der Stiftungen des Sultans in Syrien hatte die betreffenden Gelder jedes Jahr mit der syrischen Pilgerkarawane nach Mekka zu schicken, wo sie an die Lehrer und Studenten verteilt wurden. Den Lehrern wurde außerdem jedes Jahr ein Gewand aus Samt (qaṭīfa) zugeteilt.
Sultan Selim II., der den Bau der Madāris Sulaimānīya fertigstellte, bestätigte, dass die Erträge der Liegenschaften der Haramain-Stiftungen in Syrien für ihren Unterhalt verwendet werden sollten. Zusätzlich gehörten zu dem Stiftungsvermögen der Einrichtung noch zwölf Wohnungen in Mekka. Zwei davon, das Bait al-Chawādscha at-Tāhir und das Bait al-Chawādscha Bachschī am Bāb az-Ziyāda sind durch Erwähnungen bei Qutb ad-Dīn an-Nahrawālī namentlich bekannt.
Das Gehalt von Qutb ad-Dīn an-Nahrawālī, der 1567 den hanafitischen Lehrstuhl übernahm, wurde später durch den osmanischen Sultan Murad III. auf 60 Akçe erhöht, das von Husain ibn Abī Bakr al-Husainī, der den malikitischen Lehrstuhl innehatte und gleichzeitig auch als Rektor des Schulkomplexes fungierte, sogar auf 100 Akçe. Al-Husainīs Vorzugsstellung hatte auch damit zu tun, dass er sich bei der Verlängerung der ʿAin-ʿArafāt-Leitung nach Mekka ausgezeichnet hatte. Schon als die Nachricht von dem erfolgreichen Abschluss der Bauarbeiten in Istanbul eingetroffen war, hatte Sultan Selim II. der malikitischen Madrasa, die in seinen Händen war, 800 Akçe geschenkt. Al-Husainī führte als Rektor des Schulkomplexes auch die Kommunikation mit der Hohen Pforte. Als im Jahre 1575 der Verwalter der Sulaimānīya-Stiftungen in Syrien die Gehälter für die Repetitoren, Studenten und Angestellten von zwei Schulen zurückhielt, weil dort angeblich die Auflagen des Stifters nicht umgesetzt wurden, beschwerte sich deswegen al-Husainī brieflich bei der Hohen Pforte.

## Der Verlust des madhhab-pluralen Charakters der Einrichtung

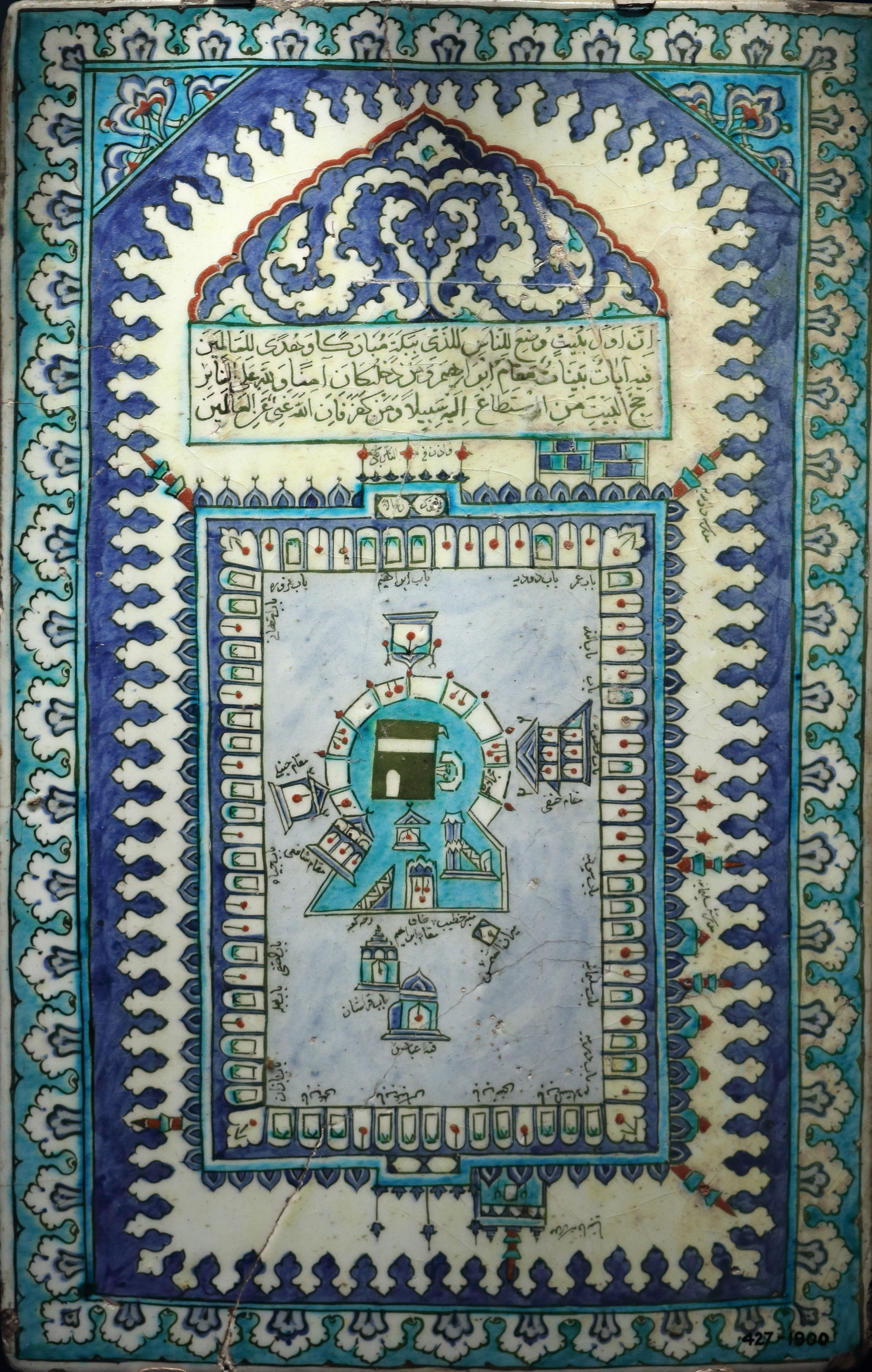
Die Heilige Moschee auf einer İznik-Kachel (ca. 1650) im Victoria and Albert Museum. Die Madrasa Sulaimānīya, zu dieser Zeit bereits zu einer hanafitischen Ein-Lehrstuhl-Madrasa geschrumpft, ist durch vier größere Kuppeln mit roter Spitze unten rechts dargestellt.

Während die osmanische Madhhab-Politik allgemein durch das Bestreben gekennzeichnet war, dem hanafitischen Madhhab eine Vorrangstellung zu verschaffen, stellten die Madāris Sulaimānīya mit ihren Lehrstühlen für alle vier sunnitischen Lehrrichtungen die wichtigste osmanische Initiative zur Aufwertung der anderen sunnitischen Lehrrichtungen dar. Der gute Wille, von dem diese Initiative getragen war, lässt sich daran erkennen, dass die Leitung dieses Schulkomplexes nicht einem Hanafiten, sondern einem Malikiten übertragen wurde, nämlich dem bereits genannten mekkanischen Qādī Husain al-Husainī. Seine Schule wurde auch als Hauptstück (raʾs) der vier Schulen betrachtet. Die Leitung der Einrichtung ging allerdings während der Herrschaft von Sultan Selim II. an den Imam des hanafitischen Maqāms über. Er sollte nach Beratung mit den Gelehrten der drei sunnitischen Lehrrichtungen die Lehrer der Schulen unter den Gelehrten und Qādīs auswählen.
Auch der madhhab-plurale Charakter der Madāris Sulaymānīya blieb nicht lange erhalten.  Noch bevor die vier Schulen 1567 ihren Betrieb aufnahmen, wurde die hanbalitische Schule wegen des Mangels an „Personen, die im hanbalitischen Madhhab firm waren“ (man yakūn ṯābitan fī maḏhab al-Imām Aḥmad) in eine Hadith-Schule (dār al-ḥadīṯ) umgewandelt, in der die Sechs Bücher studiert wurden. Den Lehrstuhl erhielt ein hanafitischer Gelehrter aus Gujarat, Muʿīn Chān ibn Āsaf Chān. Er war der Sohn von Āsaf Chān, dem Wesir des letzten Sultans von Gujarat, und scheint diesen Lehrstuhl sehr lange besetzt zu haben, denn aus einer erhaltenen osmanischen Urkunde geht hervor, dass er sich im Jahre 1604 wegen der Absetzung aus diesem Amt beim osmanischen Sultan beschwerte. Danach wurde der Lehrstuhl mit Mullā ʿAlā' ad-Dīn aus Bursa besetzt.
Der nächste Madhhab, der aus den Sulaimānīya-Schulen verdrängt wurde, war der schafiitische. Schon bei der Eröffnung der Schulen hatte man Schwierigkeiten gehabt, eine geeignete Person für den schafiitischen Lehrstuhl zu finden. Dann versahen nacheinander die Gelehrten ʿAbd al-ʿAzīz az-Zamzamī (gest. 1568/69) und ʿAtīya as-Sulamī (gest. 1574/75) diesen Posten. Als letzterer starb, gab man den Lehrstuhl aber dem Hanafiten Muhammad Amīn Mīr Pādischāh, der ihn bis zu seinem Tode im Jahre 1579/80 behielt, wonach er dessen Sohn ʿAbdallāh übertragen wurde.
Zuletzt verlor der malikitische Madhhab seinen Platz in den Madāris Sulaimānīya. Der malikitische Lehrstuhl, der zunächst Qādī Husain Husainī übertragen worden war, ging nach dessen Tod im Jahre 1582/83 an den türkischen Dichter Bāqī, der zu dieser Zeit in Mekka als osmanischer Qādī tätig war, und blieb von da an an das osmanische Qādī-Amt in Mekka gebunden. Damit wurden innerhalb von weniger als 20 Jahren alle Lehrstühle der Sulaimānīya-Schulen hanafitisch. ʿAbd al-Karīm al-Qutbī, der 1591/92 eine Bearbeitung der Mekka-Chronik seines Onkels Qutb ad-Dīn an-Nahrawālī erstellte und darin auch die weitere Entwicklung der Madāris Sulaimānīya behandelt, schließt den betreffenden Abschnitt mit den Worten ab: „die vier Schulen sind jetzt alle hanafitisch geworden“ (wa-ṣārat al-ān al-arbaʿa madāris kullu-hā Ḥanafiyya).
Zwar wurde im Jahre 1604/05 einer der Lehrstühle der Madāris Sulaimānīya noch einmal mit einem Schafiiten besetzt, und zwar ausgerechnet der hanafitische, doch ging danach der madhhab-plurale Charakter der Lehranstalt endgültig verloren.

## Die hanafitische Madrasa: Lehrstuhlinhaber und Lehrinhalte

Die Madrasa Sulaimānīya (Nr. 58) auf einem Kupferstich von P.-G. Berthauld von 1787

Für die ersten Jahrzehnte nach ihrer Gründung sind die Namen von mehreren Gelehrten, die Lehrstühle an dieser Institution besetzt haben, überliefert. Die umfangreichsten Informationen liegen zur hanafitischen Madrasa vor. Sie war zunächst in der Hand von Qutb ad-Dīn an-Nahrawālī. Nach seinem Tod im Jahre 1582 schlugen der Qādī von Mekka Hasan ibn Muhammad, der Schaich al-Haram Mīrzā Schalabī und die Gelehrten aus den verschiedenen islamischen Ländern vor, die Madrasa Qutb ad-Dīns Neffen ʿAbd al-Karīm al-Qutbī zu übertragen. Nachdem der Scherif diesen Vorschlag gebilligt und die Hohe Pforte darüber informiert hatte, übertrug der osmanische Sultan die Madrasa al-Qutbī. Als der osmanische Schaich al-Islām Çivizade Mehmed Efendi davon erfuhr, bemühte er sich um die Schule und nahm sie für einen seiner Gefolgsleute namens Chair ad-Dīn in Besitz. Nachdem der Scherif und der Qādī von Mekka wegen dieser Angelegenheit eine Petition an die Hohe Pforte geschickt hatten, übertrug der Sultan die Madrasa erneut ʿAbd al-Karīm al-Qutbī. Darauf erfasste den Schaich al-Islām die ʿAsabīya, wie al-Qutbī schreibt, und er unternahm große Anstrengungen und sprach mit Chwādscha Saʿdī Efendi, so dass die Madrasa am Ende wieder seinem Anhänger Chair ad-Dīn übertragen wurde.
Später übertrug der Scherif Hasan ibn Abī Numaiy den Lehrstuhl an den hanafitischen Qādī ʿAlī ibn Dschārallāh. Anschließend lehrte darin Muslih ad-Dīn ar-Rūmī. Nach seinem Tod Ende 1013 (= Frühjahr 1604 n. Chr.) wurde die Position mit dem Chatīb von Mekka, dem Qādī Yahyā ibn Abī s-Saʿādāt Ibn Zahīra, besetzt. Als dieser am 5. Radschab 1027 (= 28. Juni 1618) starb, übergab sie der Scherif Idrīs wenige Tage später dem Hanafiten ʿAbd ar-Rahmān al-Murschidī (gest. 1628). Er hielt dort am 6. Schaʿbān (= 29. Juli 1618) seine Antrittsvorlesung, die sehr gut besucht war. Zehn Jahre später, im Dhū l-Hiddscha 1037 (= August 1628), wurde er im Auftrag des Scherifen Ahmad ibn ʿAbd al-Muttalib inhaftiert und anschließend im Gefängnis ermordet, wodurch der Lehrbetrieb in dem Schulkomplex zumindest zeitweise zum Erliegen kam.
Die hanafitische Madrasa ist auch die einzige der vier Madrasas, bei der Informationen über die vermittelten Lehrinhalte vorliegen. Qutb ad-Dīn teilt in seiner Mekka-Chronik mit, dass er dort mit seinen Studenten den Kaššāf von az-Zamachscharī, die Hidāya von al-Marghinānī mit dem Kommentar von Ibn al-Humām (gest. 1457), einen Teil des Korankommentars von Ebussuud las und darüber hinaus Unterricht in Medizin, Hadith und Hadith-Theorie gab. ʿAbd ar-Rahmān al-Murschidī (gest. 1628), der 1618 seine Antrittsvorlesung in der hanafitischen Madrasa hielt, las dort den Korankommentar von al-Baidāwī.

## Niedergang und Zweckentfremdung
Im Laufe der Zeit erfasste die Madāris Sulaimānīya ein Prozess des Niedergangs. Das hatte auch damit zu tun, dass die Einrichtung immer häufiger als Herberge zweckentfremdet wurde. Zum ersten Mal geschah dies beim Haddsch des Jahres 1584, als der syrische Amīr al-Haddsch in dem Gebäude unterkam und auch seine Reittiere darin unterbrachte. Durch einen Erlass des osmanischen Sultans wurde damals jedoch eine derartige Nutzung des Schulkomplexes verboten. Eine Zeitlang scheint diese Weisung befolgt worden zu sein, gegen Ende des 17. Jahrhunderts wird die Einrichtung aber erneut als Herberge erwähnt. 1672 wurde zum Beispiel eine der Schulen geräumt, um ʿAlī Agha Altınbāsch, dem osmanischen Baumeister, der die ʿAin-ʿArafāt-Wasserleitung reparierte, Platz zu machen. In den folgenden Jahren wurden auf Anweisung des Scherifen mehrere osmanische Gesandte in der Einrichtung untergebracht. Wie der mekkanische Geschichtsschreiber as-Sindschāri berichtet, verschanzte sich 1687 und 1690 der osmanische Qādī in dem Gebäude, als Proteste gegen die osmanischen Autoritäten ausbrachen. Bei diesen Gelegenheiten warf die Menge Steine auf das Gebäude und beschoss es mit Gewehren.

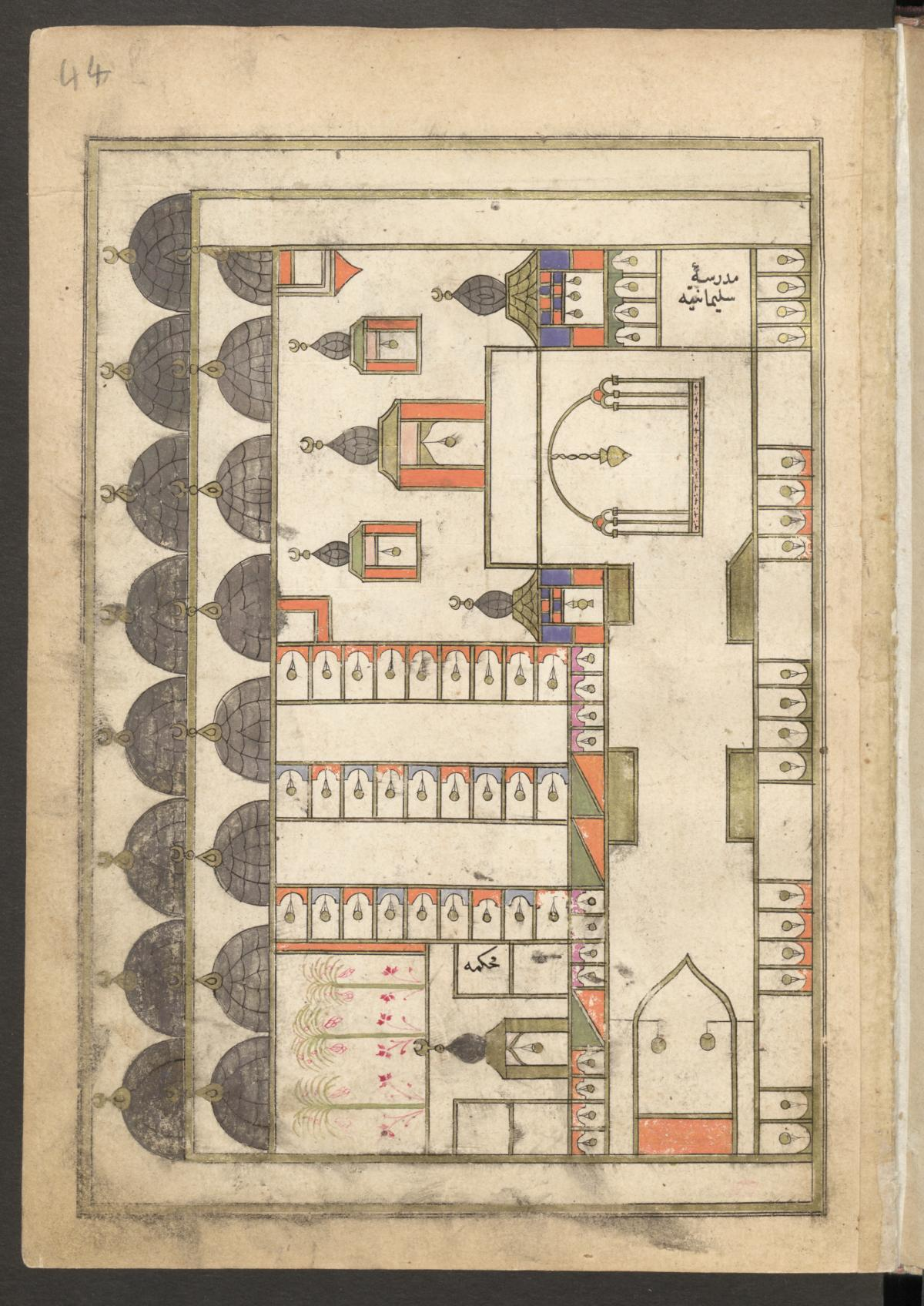
Schematische Darstellung der Madrasa Sulaimānīya in einer osmanischen Handschrift von 1709. Ein Teil des Gebäudes wurde zu dieser Zeit bereit als Gerichtshof (maḥkama) verwendet.

Bemerkenswerterweise erwähnen die Quellen Anfang des 18. Jahrhunderts wieder zwei Lehrer für die Sulaimānīya, nämlich Saiyid ʿAlī Mīr-i Māh, der 1715 starb, und ʿAbd al-Qādir ibn Abī Bakr as-Siddīqī, der 1726 starb. Die Tatsache, dass beide Hanafiten waren und die Einrichtung nicht mehr im Plural, sondern nur noch im Singular genannt wird, deutet darauf hin, dass die Sulaimānīya zu dieser Zeit nur noch als eine gewöhnliche Ein-Lehrstuhl-Madrasa mit hanafitischer Ausrichtung betrieben wurde. Nach dem Tod von as-Siddīqī wird über Jahrhunderte kein weiterer Lehrstuhlinhaber mehr für die Sulaimānīya erwähnt, so dass davon auszugehen ist, dass dieser Lehrstuhl entweder verschwunden ist oder keine wichtige Rolle mehr in den Biographien lokaler Gelehrter gespielt hat.
Die malikitische Madrasa, die bereits seit Ende des 16. Jahrhunderts als Sitz der osmanischen Qādīs diente, nahm eine Sonderentwicklung. Der osmanische Beamte Eyüb Sabrī Paşa (gest. 1890) erwähnt, dass sie schließlich zum Gerichtshof der Qādīs von Mekka wurde und als solche noch in seiner Zeit in Funktion war. Der Umwandlungsprozess scheint schon Anfang des 18. Jahrhunderts abgeschlossen gewesen zu sein, denn auf einer osmanischen Miniatur aus dem Jahre 1709, auf der die Madrasa Sulaimānīya dargestellt wird, ist der Bereich, der als Gerichtshof (maḥkeme) diente, im unteren Bereich bereits eingezeichnet.
Die drei anderen Schulen wurden, wie Eyüb Sabrī schreibt, während der wahhabitischen Besetzung Mekkas im frühen 19. Jahrhundert durch „Usurpatoren“ (mütegallibe) beschlagnahmt. Sie vermieteten die Räumlichkeiten zu einem festen Preis an Studenten und „hielten es für zulässig, dass Stifter aus den für Bedürftige und Schwache eingerichteten Stiftungen selbst Nutzen zogen.“ Nach der Vertreibung der Wahhabiten aus dem Hedschas durch Muhammad Ali Pascha kaufte dessen Neffe Ahmad Pascha, der als sein Gouverneur in Mekka fungierte, das Gebäude, ergänzte es um ein zusätzliches Stockwerk und richtete es als Unterkunft für Muslime ein, die eine Zeit als Mudschāwir („Nachbar“) des Heiligtums in Mekka verbringen wollten. Die Einrichtung hatte zu dieser Zeit 46 Zimmer, wobei jedes Zimmer mit einer Jahresration von drei Irdabb Weizen verbunden war. In einigen dieser Zimmer wohnten Studenten, in anderen mittellose Fremde, die mit den festgesetzten Zuwendungen ihr Auskommen bestritten.
Nach einem türkischen Archivdokument, das auf die Mitte des 19. Jahrhunderts datiert wird, wurden zu dieser Zeit zwei Schulen vom Gericht genutzt und die beiden anderen waren in der Hand von Ahmad Pascha. In dem Dokument, das eine Eingabe des osmanischen Großwesir beim Sultan darstellt, werden die Auslagerung des Gerichts an einen anderen Ort, der Rückkauf der beiden anderen Gebäude von Ahmad Pascha, der Abriss des angefügten Stockwerks und die Rückverwandlung der vier Gebäude in Madrasa-Schulen gefordert, die dann entsprechend der Stiftungsurkunde von den Muftis der verschiedenen Rechtsschulen geleitet werden sollten. Das Projekt wurde jedoch nicht verwirklicht. Wie der mekkanische Historiograph Husain ibn ʿAbdallāh Bā Salāma (1881–1937) berichtet, diente zu seiner Zeit eine der Schulen als Zentrum für Justizaufsicht (riʾāsat al-qaḍāʾ), die zweite als Zentrum für die Scharia-Gerichtsbarkeit (al-qaḍāʾ aš-šarʿī), die dritte beherbergte eine Stiftungsbibliothek mit Büchern für die allgemeine Öffentlichkeit und die vierte, die am Bāb al-Madrasa (Nr. 29) gelegen war, befand sich in Privatbesitz, nachdem sie Ahmad Pascha, der Gouverneur Muhammad Ali Paschas, verkauft hatte.
Die Gebäude der Madāris Sulaimānīya wurden wahrscheinlich während der ersten saudischen Erweiterung der Heiligen Moschee in der zweiten Hälfte der 1950er Jahre abgerissen. Bei dieser Gelegenheit wurden alle Bauten im Umfeld der Heiligen Moschee abgebrochen.